# Олюторски залив
Олюторският залив (на руски: Олюторский залив) е залив на Берингово море, на североизточното крайбрежие на Камчатски край в Русия. Вдава се навътре в сушата на 83 km между полуостровите Говен на запад и Олюторски на изток. Ширина на входа 228 km. Дълбочина в южната част до 1000 m. Бреговете му са предимно високи, с множество вторични заливи – Лавров, Съмнение и др. Ледената покривка в средните му части е неустойчива, а покрай брега от декември до май се образува неподвижен лед (припай). Приливите са неправилни полуденонощни с височина от 0,3 до 1,9 m. В него се вливат множество реки водещи началото си от Корякската планинска земя, като най-големи са Пахача и Апука и в техните устия са разположени едноименните села.
За пръв път заливът е описан и първично картиран през лятото на 1728 г. по време на Първата Камчатска експедиция под командването на Витус Беринг.